# Сунгарі
Сунгарі (кит. 松花江, пін. Sōnghuā jiāng, букв. річка Сунхуа) — річка на північному сході Китаю, найбільша притока Амуру по водності, впадає в нього справа за течією. Річка Сунгарі протікає 1434 км по території провінцій Цзілінь і Хейлунцзян, зарегульована гідроелектростанціями. На берегах Сунгарі розташовані великі міста Гірин, Харбін, Цзямуси. Сточище — 557 180 км², Середньорічний стік — 2,463 м³/с.

## Географія
Верхів'я Сунгарі — у горах Чанбайшань поблизу корейського кордону, неподалік від їх головної вершини, вулканічної гори Пектусан. Безпосередньо витоком Сунгарі вважається місце злиття річок Тоудаоцзян і Ердаоцзян, які беруть початок на кордоні КНР і КНДР неподалік від головної вершини плоскогір'я — вулканічної гори Пектусан. Озеро Чхонджу, що лежить в кратері гори, живить річку Ердаоцзян через її притока Ердаобайхе.
У верхній течії Сунгарі перетинає Чанбайшань та має дуже швидку течію. Далі загальний напрямок річки — з південного сходу на північний захід. Досягнувши міста Гірин, після впадіння лівої притоки Нуньцзян річка різко змінює напрямок на північний схід і виходить на рівнини Сунляо і Саньцзян. Тут річка помітно уповільнює течію, починає меандрувати й утворює безліч окремих рукавів. Водночас Сунгарі, протікаючи рівнинними територіями, збирає багато піску та мулу, стає каламутною.
У нижній течії приймає велику праву притоку — річку Муданьцзян і тече уздовж південних відрогів Малого Хінгану, і далі низовиною Саньцзян, поки не зливається з Амуром за 288 км вище Хабаровська.
Сунгарі і її притоки живляться переважно дощами, що падають по всьому її сточищу. З одного боку, це добре для заповнення зрошувальних каналів. З іншого — влітку, в період весняно-літньої повені, це призводить до катастрофічних повеней, особливо в середині літа, коли спостерігається основний підйом води.
У середині осені Сунгарі замерзає, крига скресає у квітні.

## Каскад ГЕС
На річці розташовано ГЕС Байшань, ГЕС Hóngshí, ГЕС Финмань.